# Michael Kuhn (Musiker)
Michael Kuhn (* 22. Januar 1962 in Wangen im Allgäu) ist ein deutscher Kriminalbeamter, Musiker, Komponist und Arrangeur.

## Leben
Michael Kuhn erhielt seine Ausbildung in Klavier und Trompete am humanistischen Gymnasium Salvatorkolleg Bad Wurzach. Dort kam er bereits frühzeitig durch seinen Lehrer Peter Schad, Leiter der Oberschwäbischen Dorfmusikanten, mit der volkstümlichen Blasmusik in Berührung. Es folgten einige Fortbildungslehrgänge des Blasmusikverbandes Baden-Württemberg sowie die Teilnahme an verschiedenen Auswahlorchestern. 1980 ging er zur Polizei und wirkte in mehreren Polizeimusikkorps mit. Einige Jahre nach Gründung des Orchesters stieg er als Flügelhornist bei Peter Schad und seine Oberschwäbischen Dorfmusikanten ein. Neben seinem Hauptberuf als Kriminalbeamter der Polizeidirektion Ravensburg ist Michael Kuhn immer wieder als Flügelhornist und Trompeter in zahlreichen professionellen Blasorchestern tätig. Als Komponist schreibt er hauptsächlich Polkas im böhmischen Stil.

## Orchesterzugehörigkeit
Kuhn ist unter anderem Mitglied folgender Orchester:
- Bernd Wolf und seine Egerländer Musikanten
- Guido Henn und seine Goldene Blasmusik
- Musikkapelle der Polizeidirektion Ravensburg
- Peter Schad und seine Oberschwäbischen Dorfmusikanten
- Peter Schad und seine 4er-Musig
- Roland Kohler und seine Neue Böhmische Blasmusik
- Böhmerwälder Musikanten
- Die Schwindligen 15
- Blasorchester Wolfgang Grünbauer